# Sant'Antonio abate scaccia il demonio
Sant'Antonio abate scaccia il demonio, conosciuto anche come Tentazioni di sant'Antonio Abate, è un dipinto olio su tela di Enea Salmeggia, conservato nella chiesa di Sant'Alessandro della Croce di Bergamo in via Pignolo.

## Storia e descrizione
Il dipinto, sulla parete sinistra del transetto sinistro, presenta in basso a destra un cartiglio dove è posta la data e la firma dell'artista: AENEAS/ SALMETIA/ MDCV.: (Enea Salmeggia 1605). La cappella ospita un ulteriore dipinto del Salmeggia: Assunzione della Vergine, realizzato un ventennio successivo e posto come pala d'altare.
Il dipinto raffigura uno dei fatti più conosciuti del santo egiziano: le tentazioni nel deserto. Il santo non è dipinto con i tradizionali attributi che lo rendono riconoscibile: canuto, con il porcellino e il bastone con i campanelli, ma in maniera insolita, come un giovane dalla fluente barba scura, con indosso gli abiti da monaco. Solo la fiammella ai suoi piedi, vicino a una lucertola, propone uno degli attributi: l'herpes, chiamato fuoco di sant'Antonio. Sant'Antonio è nella parte sinistra della tela, con il libro delle scritture stretto sul lato sinistro, mentre con la mano destra benedicente pare minacciare sul lato opposto il diavolo, raffigurato come un uomo di piccola statura, con due piccole corna nascoste nella capigliatura ricciuta. Indossa un drappo rosso e pare fuggire alla benedizione del santo. 
Al centro della tela sono gli oggetti di meditazione dei santi eremiti: un teschio e la croce, simboli della morte per mezzo del martirio, unico mezzo per la salvezza, e una clessidra, simbolo del tempo che passa e che l'uomo dimentica.
La scena è immersa in un paesaggio lussureggiante, dove un sentiero a zigzag conduce verso un fiume e verso la luce, dando la sensazione di profondità. Questa parte presenta assonanze lottesche.